# Mariatu Kamara
Mariatu Kamara (Sierra Leone, 1987) è una scrittrice e attivista sierraleonese, Rappresentante Speciale dell'UNICEF per i bambini vittime delle guerre e fondatrice della Mariatu Foundation.

## Biografia
La storia di Mariatu Kamara è legata a quella del conflitto civile che ha devastato il suo paese d'origine, la Sierra Leone, tra il 1991 e il 2002. Nel 1999, all'età di 12 anni, un gruppo di soldati appartenenti al Fronte Rivoluzionario Unito devastarono il suo villaggio e catturarono Mariatu, amputandole entrambe le mani. A distanza di poco tempo fu violentata da un uomo più anziano che desiderava prenderla come seconda moglie, e a 13 anni diede alla luce un figlio frutto di quello stupro. Oggi Mariatu Kamara vive in Canada, grazie all'aiuto di una famiglia che ha saputo della sua storia e si è offerta di sostenerla negli studi, e ha scelto di dedicare la sua vita all'attivismo a favore dei bambini vittime delle guerre. Nel 2009 ha ricevuto il premio Voices of courage dell'organizzazione Women Refugee Commission, ed è Special Representative for Children in Armed Conflict del Canada per UNICEF. Anima inoltre la fondazione che porta il suo nome, dedicata alle donne vittime dei conflitti armati

## Libri
Le esperienze vissute nella sua infanzia hanno costituito la materia prima del suo romanzo, The Bite of the Mango, pubblicato nel 2008. In Italia, il libro è stato tradotto con il titolo Quali mani asciugheranno le mie lacrime dalla casa editrice Sperling & Kupfer, con un'introduzione di Ishmael Beha.